# 2015 VQ207
2015 VQ207 est un objet transneptunien faisant partie des objets détachés, considéré comme transneptunien extrême .